# 코리더 (VIA)
코리더란 VIA 철도가 캐나다 윈저에서 퀘벡 시까지 운행하는 철도 노선이다. 오션과 같은 열차가 운행하기도 하지만, 이들은 장거리 노선이라서 코리더 노선에 포함되지 않는다. 연결지점은 토론토 합동역, 몬트리올 중앙역, 오타와역 등이다. 열차운행빈도는 캐나다에서 가장 높은 편에 속하지만, 다른 나라에 비해서는 많지 않다. 대부분 선로를 CN이 소유하고 있으며, 상당수가 복선화되어있다. 현재 가장 높은 속도를 낼 수 있는 구간은 토론토-몬트리올 구간이며, 최대 속도 150kph급의 운전이 실시되고 있다. 연방정부, 온타리오와 퀘백 주정부의 협력하에서 토론토-몬트리올 구간에 고속철도를 건설할 계획도 장기적으로 계획되고 있다.

## 같이 보기
- 메이플 리프 (열차)
- 노스이스트 코리더
- 퀘벡-윈저 회랑
- 온타리오주